# Katastrofa lotu Air Philippines 541
Katastrofa lotu Air Philippines 541 wydarzyła się 19 kwietnia 2000. Boeing 737-2H4, należący do linii Air Philippines, lecący z Manili do Davao, rozbił się podczas podchodzenia do lądowania na przedmieściach Davao. W katastrofie zginęło 131 osób.
Boeing 737-2H4 (nr. rej. RP-C3010) został wyprodukowany 19 stycznia 1978 roku i wylatał ponad 79.522 godzin. Linie Air Philippines zakupiły samolot od amerykańskich linii lotniczych Southwest Airlines.
Maszyna wystartowała z Manili do Davao. Pilot podchodził do lądowania podejściem ILS na pas nr 05. Ostatni kontakt radiowy został odnotowany przez wieżę kontrolną o godz. 7:01, gdy pilot zgłosił, że samolot znajduje się 7 mil (11 km) od pasa startowego. Dwie minuty później Boeing rozbił się na wzgórzu, położonym na wyspie Island Garden City of Samal i stanął w płomieniach. Miejsce wypadku znajduje się około 500 stóp (150 m) nad poziomem morza, w tym punkcie samolot powinien utrzymywać wysokość 1500 stóp (460 m).
Do dziś jest to największa pod względem liczby ofiar katastrofa lotnicza w historii Filipin.